# Herb Zagórowa
Herb Zagórowa – jeden z symboli miasta Zagórów i gminy Zagórów w postaci herbu.

## Wygląd i symbolika
Herb przedstawia w polu czerwonym różę srebrną o listkach zielonych i środku złotym.
Herb nawiązuje do herbu Poraj. Róża symbolizuje cnotę, czystość, dziewictwo i pobożność – cechy Najświętszej Marii Panny.

## Historia
Miasto zostało założone w 1407 roku  dzięki staraniom Cystersów z Lądu. Najprawdopodobniej od samego początku posługiwało się wizerunkiem róży pochodzącym z herbu Poraj, z biegiem lat miasto traciło na znaczeniu i zagubiono także pieczęcie miejskie. W 1846 obmyślono herb nawiązujący do Cystersów, na białej tarczy herbowej umieszczono czerwoną basztę forteczną pośrodku szerokiego krzyża. Po odnalezieniu pieczęci miejskiej, która przystawiona została na dokumencie z dnia 23 marca 1803 porzucono ten wizerunek i przywrócono herb tradycyjny. Po ponownym nadaniu praw miejskich w 1918 roku, miasto przyjęło herb przedstawiający białą różę w białym stylizowanym wieńcu ze złotą koroną u góry. 19 listopada 2004, po konsultacjach z Komisją Heraldyczną miasto przyjęło herb z różą bez wieńca i bez korony.